# Conversión lisogénica
La conversión lisogénica es un proceso por el cual una célula está lisogenizada, y expresa genes extra que el bacteriófago porta, con lo cual se altera el fenotipo de la célula huésped, otorgándole nuevas características. 
La conversión lisogénica, o lisogenia, fue descubierta al inicio de 1950 cuando se observó que un grupo de cultivo de células bacterianas producía espontáneamente pequeñas cantidades de bacteriófagos.

## Proceso
En la conversión lisogénica, la introducción del genoma del fago en la célula bacteriana (estado lisógeno), le proporciona a la célula huésped una serie de nuevos caracteres que van desde cambios en la morfología colonial, hasta inhibición o intensificación de actividad enzimática,  resistencia a antibióticos, inmunidad a la superinfección, así como cambios en las propiedades patogénicas, como la producción de toxinas.
Cuando una célula lisogénica se divide, ambas células hijas son portadoras de profagos, heredando la lisogenia; y solo un pequeño número de la población bacteriana se lisa espontáneamente liberándolos.

## Ejemplos
- En el caso de la cepa bacteriana inocua de Vibrio cholerae, producto de una conversión lisogénica, esta se transforma en una cepa tremendamente virulenta que puede causar cólera.